# Chỉ số định phân
Chỉ số định phân là một khái niệm trong hóa học phân tích có liên quan đến chất chỉ thị axit-base. Trong đó chất chỉ thị là những axit hoặc base hữu cơ yếu có khả năng biến đổi màu sắc ở những giá trị pH nhất định và chúng có một khoảng pH xác định gọi là khoảng chuyển màu của chất chỉ thị. Trong khoảng chuyển màu của chất chị thị có một giá trị pH xác định mà tại đó mắt thường có thể quan sát rõ nhất sự chuyển màu của chất chỉ thị, giá trị pH xác định này được gọi là chỉ số định phân. Kí hiệu là pT.